# Лењивци
Лењивци (Folivora) су подред реда крезубице (Pilosa), у коме се налазе заједно са подредом мравоједи (Vermilingua). Лењивци су сисари познати по свом успореном кретању и по томе што проводе највећи део свог живота висећи наглавачке на дрвећу тропских кишних шума Јужне и Централне Америке. Данас постоји шест живућих врста лењиваца, а то су патуљасти тропрсти лењивац, смеђогрли тропрсти лењивац, тропрсти лењивац, гривасти тропрсти лењивац, Хофманов двопрсти лењивац и Линеов двопрсти лењивац. Ове врсте су груписане у две породице: двопрсти лењивци и тропрсти лењивци. Упркос овог традиционалног именовања, сви лењивци заправо имају три прста на ногама, ипак разлика постоји у броју прстију на рукама, двопрсти лењивци имају по два прста, док их тропрсти имају три.
Лењивци су добили име по свом веома спором метаболизму и начину кретања. То је еволуциона адаптација на њихову ниско енергетску исхрану, која се састоји од лишћа, такође, спорим кретањем избегавају да их открију грабљивци, као што су јастребови и мачке, које их лове користећи свој вид. Лењивци су скоро беспомоћни на тлу али могу да пливају. Жљебаста длака рундавог крзна лењивца је домаћин симбиотичких зелених алги што помаже у камуфлажи лењиваца на дрвећу, а исто тако им пружа нутријенте. Тим алгама се исто тако хране мољци лењивца, при чему неке од врста тих мољаца постоје искључиво на лењивцима.

## Опис
Лењивци имају малу главу и кратку њушку, мале уши, кратак реп и дуге удове. Тело одрасле јединке је дуго између 50 и 60 cm. Тело је покривено дугим грубим длакама, испод којих се налазе краће нежније длаке. У условима сталне влаге, у крзну су стално присутне две врсте симбиотских алги које им пружају камуфлажу. Такође, у њиховом крзну живи велики број непаразитских инсеката.
Веома су добро прилагођени животу у крошњама високог дрвећа. Такође, су добри пливачи, што је корисна особина у подручју Амазона и његових притока, где стално долази до поплава. Канџе су им једина одбрана од грабљиваца.
Лењивци не могу да опстану ван тропских кишних шума Латинске Америке, али у њима су веома успешни. На острву Баро Колорадо у Панами, лењивци чине 70% од укупне популације арбореалних сисара.

## Исхрана
Лењивци су биљоједи, претежно се хране пупољцима и лишћем дрвета цекропија, али неке врсте двопрстих лењиваца се хране и инсектима, гуштерима и стрвинама. Лишће им пружа мало енергије, због чега се крећу веома споро и само кад је то неопходно. Варење лишћа може да траје и месец дана. Лењивци имају специјализовани желудац, који има више одељака у којима симбиотске бактерије разлажу лишће. Језик, када желе да њиме дохвате лишће, могу да избаце 25 до 30 cm.

## Класификација
Лењивци припадају надреду Xenarthra, групи плаценталних сисара за које се сматра да су еволуирали у континенталној Јужној Америци пре око 60 милиона година. Једна студија је утврдила да су се ксенартрани одвојили од других плаценталних сисара пре око 100 милиона година.
Мравоједи и армадили су такође део надреда Xenarthra. Најранији ксенартрани су били арбореални биљоједи са крутим кичменим стубовима, сраслим карлицама, шиљатим зубима и малим мозговима. Лењивци су у таксономском подреду Folivora из реда Pilosa. Ова имена у латинском језику имају значење „листојед” и „длакав”. Pilosa је један од најмањих редова сисарске класе; његов једини други подред садржи мравоједе.
Подред лењиваца (Folivora):
- Породица тропрсти лењивци
  - Род 
    - Патуљасти тропрсти лењивац ()
    - Гривасти тропрсти лењивац ()
    - Тропрсти лењивац ()
    - Смеђогрли тропрсти лењивац ()
- Породица двопрсти лењивци и џиновски лењивци
  - Потпородица двопрстих и џиновских лењиваца (Choloepodinae)
    - Род  † (изумрли род џиновских лењиваца)
    - Род двопрсти лењивци ()
      - Линеов двопрсти лењивац ()
      - Хофманов двопрсти лењивац ()

    - Род  † (изумрли род џиновских лењиваца)

  - Потпородица Megalonychinae † (изумрла потпородица џиновских лењиваца)
    - Род  †
    - Род  †
    - Род  †

  - Несигуран положај: Imagocnus † (изумрли род џиновских лењиваца)
- Породица Megatheriidae † (изумрла породица џиновских лењиваца)
  - Род  †
  - Род  †
  - Род  †
  - Род  †
  - Род  †
  - Род  †
- Породица Mylodontidae † (изумрла породица џиновских лењиваца)
  - Род  †
  - Род  †
  - Род  †
  - Род  †
  - Род  †
  - Род  †
  - Род  †
- Породица  † (изумрла породица џиновских лењиваца и морских лењиваца)
  - Потпородица  † (изумрла потпородица џиновских лењиваца)
    - Род  †
    - Род  †
    - Род  †
    - Род  †
    - Род  †
    - Род  †
    - Род  †
    - Род  †
    - Род  †

  - Потпородица  † (изумрла потпородица морских лењиваца)
    - Род  †

### Еволуција
Заједнички предак два постојећа рода лењиваца је постојао пре око 40 милиона година. Сличности између двопрстих и тропрстих лењиваца су пример конвергентне еволуције. Надред Xenarthra је у далекој прошлости био знатно разноврснији него данас. Древни лењивци нису били арбореални већ су обитавали на тлу, и били су величине медведа. Род Megatherium је имао широко заступљене врсте које су биле веће од слона.
Сматра се да је пливање довело до океанског ширења карипских припадника реда Pilosa по Антилима до времена олигоцена, и да су мегалоничид Pliometanastes и милодонтид Thinobadistes успели да колонизују Северну Америку пре око 9 милиона година, много пре настанка Панамског земљоуза. Додатно, род Thalassocnus породице Nothrotheriidae са западне обале Јужне Америке се адаптирао за полуакватични морски начин живота.
У Перуу и Чилеу, лењивци рода Thalassocnus су се адаптирали за приобалски морски начин живота почевши од касног миоцена. Првобитно су само стајали у води, али су током временског распона од четири милиона година коначно еволуирали у пливајућа створења.

### Изумирање
Три изумрле породице су:
- : површински лењивци који су постојали око 23 милиона година и изумрли су пре око 11.000 година.
- : површински лењивци који су постојали око 23 милиона година и изумрли су пре око 11.000 година.
- : површински лењивци који су постојали око 11,6 милиона година и изумрли су пре око 11.000 година, поред површинских лењиваца ова породица је укључивала Thalassocnus, род полу- или потпуно акватичних лењиваца.

Површински лењивци су живели у Јужној Америци и, након Велике америчке размене животиња, Северној Америци. Они су нестали убрзо након појаве људи пре око 11.000 година. Евиденција сугерише да је људски лов допринео изумирању америчке мегафауне. Остаци површинских лењиваца пронађени у Северној и Јужној Америци индицирају да су њих убијали, кували и јели људи. Климатска промена која је настала са окончањем задњег леденог доба је вероватно исто тако имала улогу. Megalocnus је преживео на Антилима до пре око 5.000 година, дуго након што су други површински лењивци изумрли на копну, али је затим и он изумро кад су људи приспели на та острва.

## Биологија

### Физиологија
Лењивици достижу дужину од 60 до 80 cm и у зависности од врсте, тежину од 3,6 до 7,7 kg. Двопрсти лењивци су донекле дужи. Лењивци имају дуге удове и округле главе са малим ушима. Тропрсти лењивци имају здепасте репове дуге око 5 до 6 cm. Док скоро сви сисари имају седам вратних пршљенова, двопрсти лењивци имају само шест, док тропрсти лењивци имају девет, што им омогућава да ротирају главе за 270 степени.
Лењивци виде боје, али имају слабу видну оштрину. Они такође имају лош слух. Стога се они ослањају на своја чула мириса и додира при налажењу хране.